# Böhme (Basse-Saxe)
Pour les articles homonymes, voir Böhme.
Böhme est une municipalité allemande du land de Basse-Saxe et l'arrondissement de la Lande (Heidekreis).